# Poisson volant (constellation)
Volans
Pour les articles homonymes, voir Poisson (homonymie).
Le Poisson volant (latin : Volans, Volantis) est une petite constellation de l’hémisphère sud, localisée au sud de la Carène.

## Histoire
La constellation du Poisson volant, comme nombre de constellations du ciel austral, ne date pas de l’époque antique. Elle a été créée par les navigateurs néerlandais Pieter Dirkszoon Keyser et Frederick de Houtman à la fin du XVIe siècle et popularisée par Johann Bayer en 1603.

## Étoiles principales
Les étoiles les plus brillantes de cette constellation sont toutes, au plus, de 4e magnitude : β Volantis (magnitude 3,77), γ2 Volantis (magnitude 3,78), ζ Volantis (magnitude 3,93), δ Volantis (magnitude 3,97) et α Volantis (magnitude 4,00).
γ Volantis est une étoile double.

## Objets célestes
Le Poisson volant abrite l'amas ouvert NGC 2348, dont les étoiles apparaissent assez espacées. Au centre de la constellation, se trouve la galaxie NGC 2442 qui doit sont surnom de « Crochet de Boucher » à sa forme atypique. Sa magnitude apparente égale à 10,4 la rend discernable dans un petit télescope.
S'y trouve également la galaxie AM 0644-741, elle aussi d'apparence atypique (en forme d'anneau), ainsi que l'amas de galaxies SMACS J0723.3-7327, une des premières cibles à avoir été imagées par le télescope spatial James Webb en 2022.